# Maria Dunn
Maria Dunn (* 6. März 1986 in Tamuning) ist eine Freistilringerin aus Guam.
Dunn gewann 2007 und 2008 den Titel in der Gewichtsklasse bis 63 Kilogramm bei den Ozeanien-Meisterschaften. 2008 nahm sie an den Olympischen Sommerspielen in Peking teil. Für die Olympischen Sommerspiele 2012 in London erhielt sie eine Wildcard.